# جنيه نيجيري
الجنيه النيجيري كان العملة المتداولة في نيجيريا خلال الفترة ما بين عامي 1958 و1973، بعد أن حل محل جنيه غرب أفريقيا البريطاني الذي استُخدم في نيجيريا بدءًا من عام 1907 وحتى عام 1958. كان الجنيه النيجيري مقسما إلى ٢٠ شلنًا يحتوي كل منها على ١٢ بنسًا، وكان الجنيه النيجيري الواحد مساويًا للجنيه الإسترليني وقابلًا للتحويل الحر. وفي عام ١٩٧٣ استُبدل الجنيه النيجيري بالنيرة النيجيرية العشرية بحيث أصبح سعر صرف الجنيه الإسترليني الواحد يساوي ٢ نيرة نيجيرية، وبذلك كانت نيجيريا هي آخر دولة تتخلى عن نظام الجنيه الإسترليني والدولار الأمريكي قبل النظام العشري.

## الإصدارات

### العملات المعدنية المسكوكة

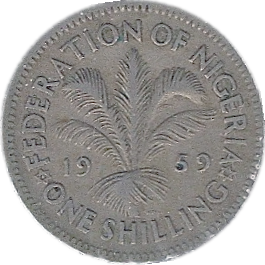
شلن نيجيري واحد

صدرت أولى العملات المعدنية المسكوكة من الجنيه النيجيري عام ١٩٥٩ من فئات نصف بنس، وبنس واحد، و٣ بنسات، و٦ بنسات، وشلن واحد، وشلنين. وكانت العملات المعدنية من فئات نصف بنس و١ بنس تُسكّ من البرونز، بينما كانت العملات المعدنية من فئة ٣ بنس تُسكّ من فضة النيكل، فكانت نسخة مصغرة من عملات الثلاثة بنسات المميزة ذات الاثني عشر وجهًا، والتي كانت تُستخدم في المملكة المتحدة، وفيجي، وجيرسي. أما الفئات الأعلى فقد سُكّت من النيكل والنحاس.

### النقود الورقية
أصدرت الحكومة النيجيرية في عام 1918 نقودًا ورقية طارئة من فئات الجنيه النيجيري الواحد والشلن النيجيري و2 شلن نيجيري. وفي عام ١٩٥٩، طرح البنك المركزي النيجيري نقودًا ورقية من فئات 2 شلن نيجيري، و4 شلنات نيجيرية، وجنيه نيجيري واحد، و٥ جنيهات نيجيرية، ثُم أُصدر لاحقًا ثلاث مجموعات من النقود الورقية من فئات الجنيه النيجيري في أعوام ١٩٥٨، و١٩٦٧، و١٩٦٨.